# Мейкл, Хью
Хью Мейкл (англ. Hugh Meikle; 25 декабря 1940, Биркенхед, Мерсисайд — 19 февраля 2016) — валлийский кёрлингист и тренер по кёрлингу.
В составе мужской сборной Уэльса участник чемпионата мира 1995 и восьми чемпионатов Европы (лучший результат — седьмое место в 1994 году). В составе мужской сборной ветеранов Уэльса участник семи чемпионатов мира среди ветеранов (лучший результат — одиннадцатое место в 2003 и 2008 годах).
Начал играть в кёрлинг в Канаде, куда ездил на несколько лет во второй половине 1960-х. Был основателем Ассоциации кёрлинга Уэльса (англ. Welsh Curling Association) в 1974.

## Команды
| Сезон   | Четвёртый    | Третий         | Второй          | Первый         | Запасной                             | Турниры             |
| ------- | ------------ | -------------- | --------------- | -------------- | ------------------------------------ | ------------------- |
| 1989—90 | Эдриан Мейкл | Джейми Мейкл   | Хью Мейкл       | Nick Leslie    |                                      | ЧЕ 1989 (8 место)   |
| 1991—92 | Эдриан Мейкл | Хью Мейкл      | J. Paul Heiskle | Nick Leslie    | Timothy Rhodes                       | ЧЕ 1991 (12 место)  |
| 1994—95 | Эдриан Мейкл | Джон Хант      | Джейми Мейкл    | Хью Мейкл      |                                      | ЧЕ 1994 (7 место)   |
| 1994—95 | Джейми Мейкл | Эдриан Мейкл   | Джон Хант       | Хью Мейкл      | Крис Уэллс                           | ЧМ 1995 (10 место)  |
| 1995—96 | Эдриан Мейкл | Джейми Мейкл   | Джон Хант       | Хью Мейкл      | Крис Уэллс                           | ЧЕ 1995 (13 место)  |
| 1997—98 | Эдриан Мейкл | Джейми Мейкл   | Джон Хант       | Хью Мейкл      | Крис Уэллс                           | ЧЕ 1997 (8 место)   |
| 2000—01 | Эдриан Мейкл | Крис Уэллс     | John Sharpe     | Хью Мейкл      | Andrew Tanner                        | ЧЕ 2000 (16 место)  |
| 2001—02 | Эдриан Мейкл | Крис Уэллс     | Andrew Tanner   | John Sharpe    | Хью Мейкл тренер: Dave Pritchard     | ЧЕ 2001 (14 место)  |
| 2002—03 | Хью Мейкл    | Peter Harris   | Ray King        | Крис Уэллс     |                                      | ЧМВ 2003 (11 место) |
| 2003—04 | Хью Мейкл    | Крис Уэллс     | Peter Williams  | Ray King       | Scott Lyon                           | ЧМВ 2004 (13 место) |
| 2005—06 | Эдриан Мейкл | Джейми Мейкл   | Stuart Hills    | Andrew Tanner  | Хью Мейкл тренер: Elizabeth Meikle   | ЧЕ 2005 (12 место)  |
| 2005—06 | Хью Мейкл    | Крис Уэллс     | Michael Yuille  | Hugh Hodge     |                                      | ЧМВ 2006 (12 место) |
| 2007—08 | Хью Мейкл    | Michael Yuille | Stewart Cairns  | Hugh Hodge     | Крис Уэллс                           | ЧМВ 2008 (11 место) |
| 2010—11 | Хью Мейкл    | Крис Уэллс     | Michael Yuille  | Stewart Cairns | Andrew Carr тренер: Elizabeth Meikle | ЧМВ 2011 (15 место) |
| 2011—12 | Крис Уэллс   | Хью Мейкл      | Stewart Cairns  | Andrew Carr    | Peter Sims тренер: Gill Sims         | ЧМВ 2012 (19 место) |
| 2013—14 | Крис Уэллс   | Хью Мейкл      | Richard Pougher | Andrew Carr    | Gary Waddell                         | ЧМВ 2014 (14 место) |

(скипы выделены полужирным шрифтом)

## Результаты как тренера национальных сборных
| Год  | Турнир                                           | Сборная             | Место |
| ---- | ------------------------------------------------ | ------------------- | ----- |
| 2007 | Чемпионат Европы по кёрлингу 2007                | Уэльс (мужчины)     | 17    |
| 2011 | Первенство Европы по кёрлингу среди юниоров 2011 | Уэльс (юниоры муж.) | 12    |

## Частная жизнь
Глава семьи кёрлингистов: его жена Элизабет Мейкл (англ. Elizabeth Meikle) и двое сыновей, Эдриан и Джейми, являются кёрлингистами, неоднократно выступали за национальную сборную на чемпионатах мира и Европы, в том числе вместе с Хью.